# Педурень (Дем'єнешть, Бакеу)
Педурень, Педурені (рум. Pădureni) — село у повіті Бакеу в Румунії. Входить до складу комуни Дем'єнешть.
Село розташоване на відстані 267 км на північ від Бухареста, 22 км на північний схід від Бакеу, 61 км на південний захід від Ясс.

## Населення
За даними перепису населення 2002 року у селі проживала 71 особа, усі — румуни. Усі жителі села рідною мовою назвали румунську.